# Notre-Dame des Récollets

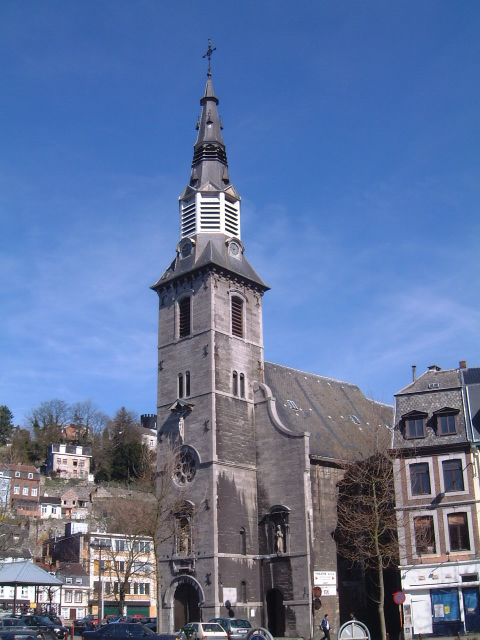
Pfarrkirche Notre-Dame des Récollets

Notre-Dame des Récollets ist eine römisch-katholische Pfarrkirche im Bistum Lüttich. Sie befindet sich in der zur Provinz Lüttich gehörigen belgischen Stadt Verviers.

## Geschichte
Nachdem sich die Franziskaner-Rekollekten im Jahre 1627 mit Erlaubnis des Fürstbischofs Ferdinand von Bayern in Verviers niedergelassen hatten, begannen sie 1631 mit dem Bau ihres Klosters. Es war Sitz eines humanistischen Kollegiums für Humanitätsstudien. Zu dem Kloster gehörte eine Kapelle, die dem allerheiligsten Sakrament geweiht war. Aus dieser ehemaligen Kapelle entstand die Kirche Notre-Dame des Récollets. Sie wurde 1833 Pfarrkirche der Gemeinde von Verviers.
Ein Brand von 1810 zerstörte das Kloster und die Kirche. Wiederaufgebaut wurde nur die Kirche nach Plänen des Architekten Henri Douha. Eine Restaurierung erfolgte 1852.
In den Jahren 1892 und 1893 wurde nach einem Entwurf des belgischen Architekten Auguste Van Assche in die von ihm neu errichtete Fassade ein Glockenturm eingefügt.

## Beschreibung

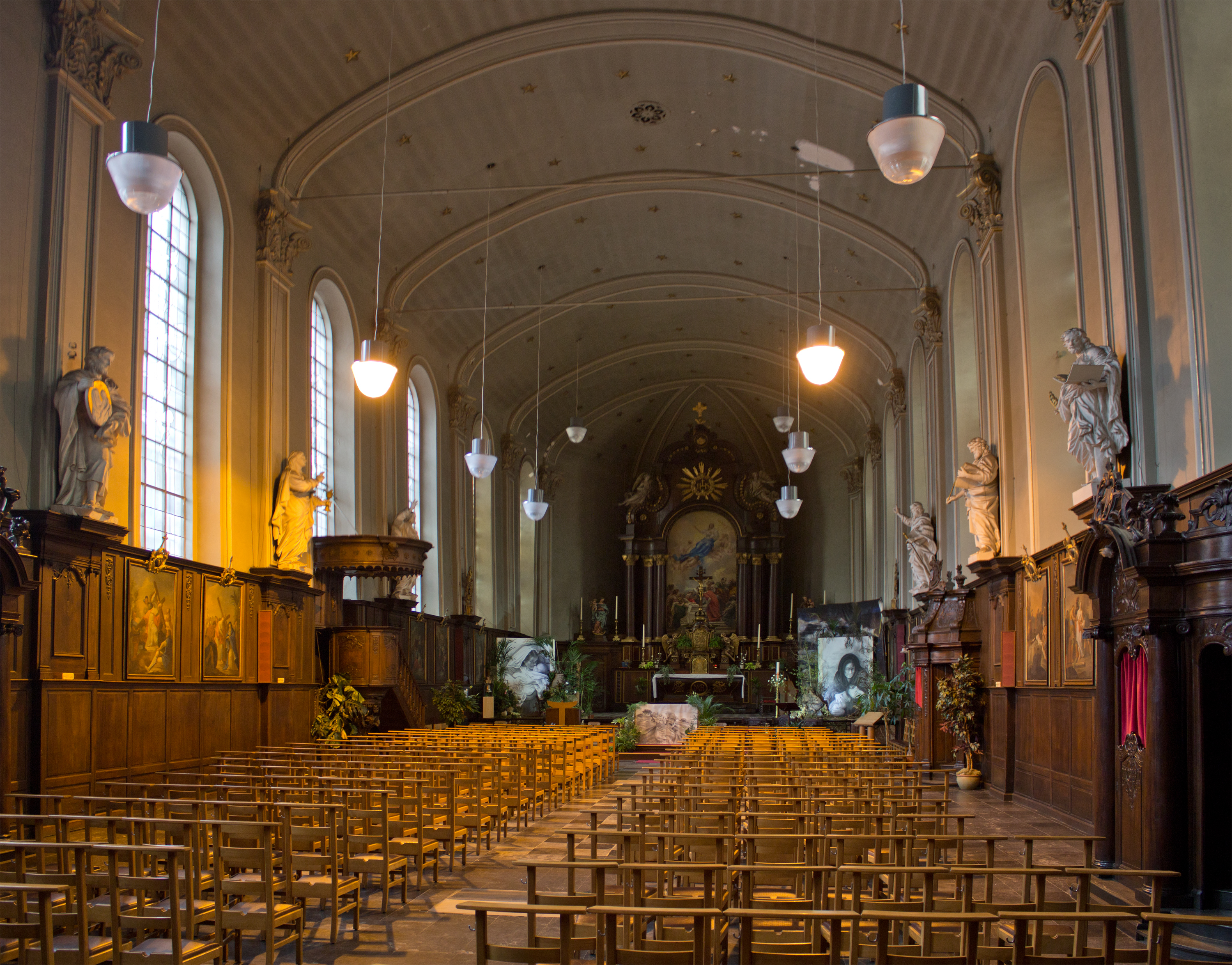
Innenraum mit Blick auf den Altar

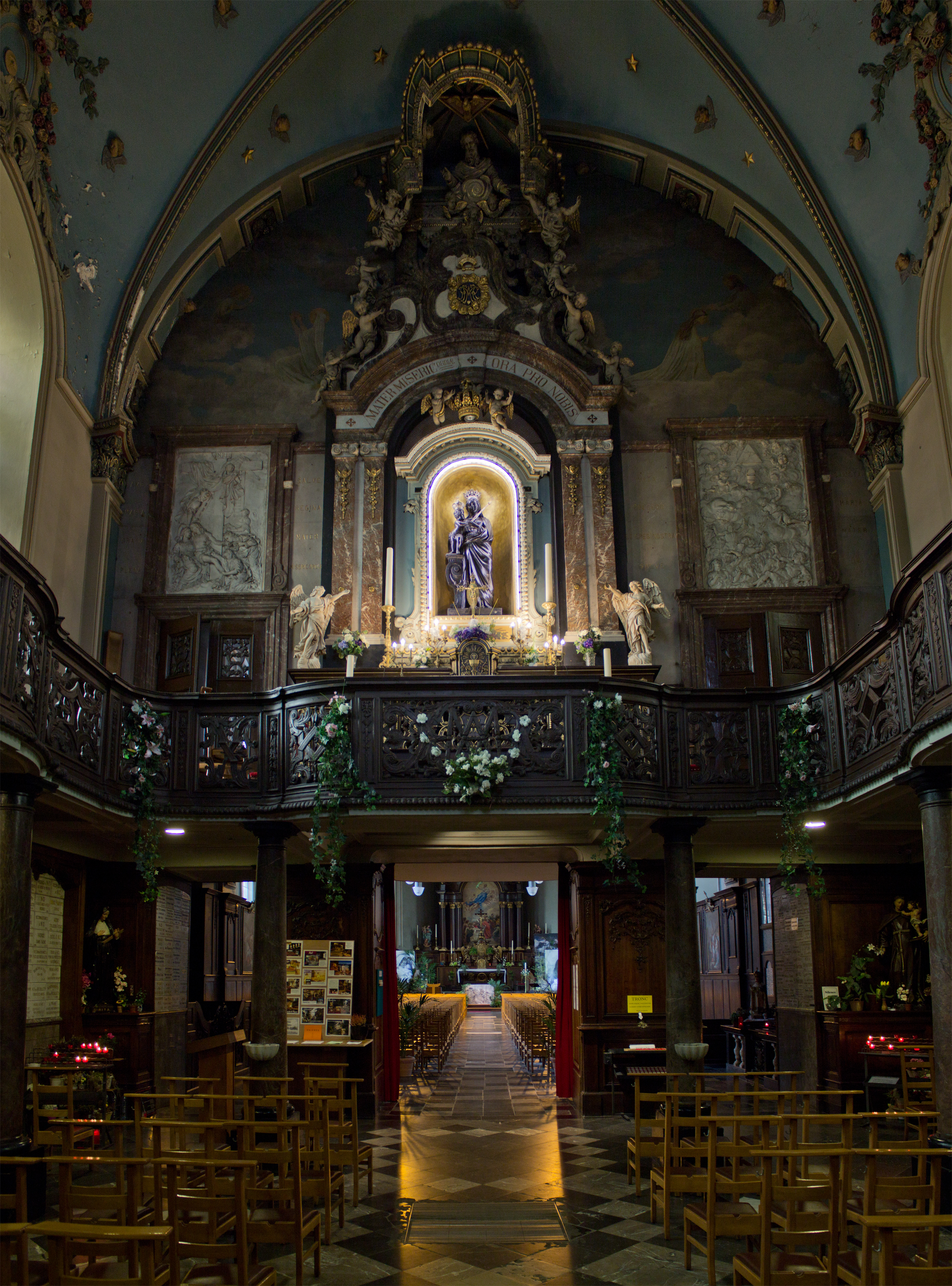
Schwarze Madonna

Die aus Sandbruchstein und Kalkstein errichtete einschiffige Kirche besitzt einen Chor mit dreiteiliger Apsis und ein mit Schiefer gedecktes Satteldach. Hinter einem großen Vorbau erstreckt sich das Langhaus. Das Kirchenschiff hat acht hohe Fenster und ist überspannt von einem flachen Tonnengewölbe mit Gurtbögen. Den Abschluss der Pfeiler bilden korinthische Kapitelle. Aus dem Jahre 1857 stammt das Stuckdekor. Der Boden besteht aus weißem, schwarzem und grauem Marmor.
Die dreiteilige Fassade setzt sich zusammen aus einem Glockenturm mit achteckiger Kirchturmspitze auf quadratischer Basis und zwei Seitenfassaden unter Kragsteinen. Aufgebrochen wird die Fassade durch ein Bogenportal, drei Nischen, neuromanische Doppelfenster, ein Schallfenster und ein Rosettenfenster, über dem Christus am Kreuz dargestellt ist.
Auf einer Veranda in einer Nische steht die Statue einer schwarzen Madonna mit Jesuskind, der sog. Wundersamen Schwarzen Jungfrau von Récollets. Nach Augenzeugenberichten veränderte die Figur während eines Erdbebens im Jahre 1692 ihre Stellung so, dass sich die Madonna und das Kind einander zuwandten. Seitdem wird dieses Ereignis in Verviers als das Wunder Unserer Lieben Frau bezeichnet und führte somit zur Entstehung eines Wallfahrtsortes.

## Denkmalschutz
Am 15. März 1934 wurde die Kirche mit Ausnahme des Turms unter der Nummer 63079-CLT-0001-01 unter Denkmalschutz gestellt.